# Aziz Ouattara Mohammed
Aziz Ouattara Mohammed (Abidjan, 4 gennaio 2001) è un calciatore ivoriano, difensore del Malines in prestito dal Genk.

## Carriera
Nato in Costa d'Avorio, inizia a giocare in patria nelle giovanili dell'ASEC Mimosas. Nel 2019, si trasferisce in Europa per firmare con gli svedesi dell'Hammarby. Tuttavia, a causa del poco spazio in rosa, per la stagione 2020 viene ceduto in prestito al Frej, formazione della terza divisione svedese. Rientrato dal prestito, il 10 aprile 2021 esordisce in Allsvenskan, nell'incontro perso 3-2 contro il Malmö FF. Nel gennaio 2022 viene ceduto a titolo definitivo ai belgi del Genk, con i quali firma un contratto quadriennale.

## Statistiche

### Presenze e reti nei club
Statistiche aggiornate al 2 aprile 2022.
| Stagione        | Squadra         | Campionato      | Campionato | Campionato | Coppe nazionali | Coppe nazionali | Coppe nazionali | Coppe continentali | Coppe continentali | Coppe continentali | Altre coppe | Altre coppe | Altre coppe | Totale | Totale |
| Stagione        | Squadra         | Comp            | Pres       | Reti       | Comp            | Pres            | Reti            | Comp               | Pres               | Reti               | Comp        | Pres        | Reti        | Pres   | Reti   |
| --------------- | --------------- | --------------- | ---------- | ---------- | --------------- | --------------- | --------------- | ------------------ | ------------------ | ------------------ | ----------- | ----------- | ----------- | ------ | ------ |
| 2020            | Frej            | E               | 26         | 2          |                 | -               | -               |                    | -                  | -                  |             | -           | -           | 26     | 2      |
| 2021            | Hammarby        | A               | 24         | 2          | CS+CS           | 3+1             | 1+0             | UECL               | 4                  | 1                  |             | -           | -           | 32     | 4      |
| gen.-giu. 2022  | Genk            | D1              | 6          | 0          | CB              | -               | -               |                    | -                  | -                  |             | -           | -           | 6      | 0      |
| Totale carriera | Totale carriera | Totale carriera | 56         | 4          |                 | 4               | 1               |                    | 4                  | 1                  |             | -           | -           | 64     | 6      |

## Palmarès

### Club

#### Competizioni nazionali
- Coppa di Svezia: 1

Hammarby: 2020-2021